# When the Beat Drops Out
When the Beat Drops Out è un singolo del cantante inglese Marlon Roudette, pubblicato nel 2014 ed estratto dall'album Electric Soul.

## Tracce
- Download digitale

1. When the Beat Drops Out – 3:38

## Classifiche
| Classifica (2015) | Posizione raggiunta |
| ----------------- | ------------------- |
| Italia            | 8                   |
| Regno Unito       | 7                   |